# Угол (Рыбинский район)
Угол — деревня Каменниковского сельского поселения Рыбинского района Ярославской области.
Деревня расположена между автомобильной дорогой, ведущей от шлюзов Рыбинского водохранилища к центру сельского поселения, посёлку Каменники, и западным берегом Каменниковского полуострова. К югу от шлюзов, не пересекая Волги, находится микрорайон Волжский. По шлюзам дорога пересекает Волгу и ведёт к микрорайону Переборы и в центральную часть Рыбинска. Обеспеченная регулярным транспортом, эта дорога предоставляет удобный доступ жителей деревни к городу Рыбинску и его микрорайонам. На северной окраине деревни находится наивысшая точка Каменниковского полуострова 115,8 м.
На 1 января 2007 года в деревне Угол числился 41 постоянный житель, это самый крупный населённый пункт поселения за исключением центрального посёлка. Почтовое отделение, расположенное в посёлке Каменники, обслуживает в деревне Угол 89 домов.